# Lemany (województwo mazowieckie)
Lemany – wieś w Polsce położona w województwie mazowieckim, w powiecie pułtuskim, w gminie Zatory. Ma status sołectwa. Obok miejscowości przepływa niewielka rzeka Prut, dopływ Narwi.
W latach 1975–1998 miejscowość administracyjnie należała do województwa ostrołęckiego.
Wieś założona w XVIII wieku.
W pobliżu Leman, nad rzeką Prut, odkryte zostało w 1958 r. prastare cmentarzysko z okresu I w. p.n.e. – II w. n.e. – 160 grobów jamowych i popielnicowych. W zbadanych grobach znaleziono broń, ozdoby i narzędzia. W jednym z nich obok ludzkiego znajdował się szkielet krowy. W Lemanach działają hafciarki i wydmuszarki. We wsi wiatrak-koźlak z 1915 roku, zamieniony na młyn elektryczny.